# Jesup North Pacific Expedition
Die Jesup North Pacific Expedition (1897–1902) war eine bedeutende anthropologische Forschungsexpedition in den nordpazifischen Raum nach Sibirien, Alaska und an die Nordwestküste von Kanada. Der Zweck der Expedition war es, die Beziehungen zwischen den Völkern beiderseits der Beringstraße zu erforschen. Die Expedition wurde von dem Industriellen und Philanthropen Morris Jesup gesponsert (der unter anderem Präsident des American Museum of Natural History war) und von Franz Boas geplant und geleitet. Die Teilnehmer bestanden aus einer Anzahl wichtiger Vertreter der amerikanischen und russischen Anthropologie, und die Expedition hatte eine Anzahl bedeutender Ethnographien zum Ergebnis, sowie wertvolle Sammlungen von Artefakten und Photographien.

## Stätten der Feldforschung
Die ethnischen Gruppen, die von Mitgliedern der Expedition untersucht wurden, schließen ein:
- Ainu
- Chilcotin (British Columbia)
- Tschuktschen (Chukchee)
- Ewenen (Lamuten)
- Evenken (Tungusen)
- Haida
- Heiltsuk (Bella Bella)
- Itelmenen (Kamchadal)
- Kwakwaka'wakw (Kwakiutl)
- St'at'imc (British Columbia)
- Nlaka'pamux (British Columbia)
- Syilx (British Columbia)

## Offizielle Publikationen
Viele der wissenschaftlichen Ergebnisse der Forschungsexpedition wurden in einer speziellen Reihe, den Publications of the Jesup North Pacific Expedition (New York : American Museum of Natural History, 1898–1903 [und] Leiden : E.J. Brill ; New York : G.E. Stechert, 1905–1930) veröffentlicht. Die Titel dieser Publikationen geben einen guten Eindruck von dem gewaltigen Umfang dieser Expedition:
| Band u. Teilband | Titel                                                                | Autor                                                | Jahr      |
| ---------------- | -------------------------------------------------------------------- | ---------------------------------------------------- | --------- |
| v. 1, pt. 1      | Facial paintings of the Indians of northern British Columbia         | Franz Boas                                           | 1898      |
| v. 1, pt. 2      | The mythology of the Bella Coola Indians                             | Franz Boas                                           | 1898      |
| v. 1, pt. 3      | Archaeology of Lytton, British Columbia                              | Harlan Ingersoll Smith                               | 1899      |
| v. 1, pt. 4      | The Thompson Indians of British Columbia                             | James Teit; bearbeitet von Franz Boas                | 1900      |
| v. 1, pt. 5      | Basketry designs of the Salish Indians                               | Livingston Farrand                                   | 1900      |
| v. 1, pt. 6      | Archaeology of the Thompson River Region, British Columbia           | Harlan Ingersoll Smith                               | 1900      |
| v. 2, pt. 1      | Traditions of the Chilcotin Indians                                  | Livingston Farrand                                   | 1900      |
| v. 2, pt. 2      | Cairns of British Columbia and Washington                            | Harlan Ingersoll Smith und Gerard Fowke              | 1901      |
| v. 2, pt. 3      | Traditions of the Quinault Indians                                   | Livingston Farrand, unterstützt von W. S. Kahnweiler | 1902      |
| v. 2, pt. 4      | Shell-heaps of the lower Fraser River, British Columbia              | Harlan Ingersoll Smith                               | 1903      |
| v. 2, pt. 5      | The Lillooet Indians                                                 | James Alexander Teit                                 | 1906      |
| v. 2, pt. 6      | Archaeology of the Gulf of Georgia and Puget Sound                   | Harlan Ingersoll Smith                               | 1907      |
| v. 2, pt. 7      | The Shuswap                                                          | James Alexander Teit                                 | 1909      |
| v. 3             | Kwakiutl texts                                                       | Franz Boas und George Hunt                           | 1905      |
| v. 4             | The decorative art of the Amur tribes                                | Berthold Laufer                                      | 1902      |
| v. 5, pt. 1      | Contributions to the ethnology of the Haida                          | John R. Swanton                                      | 1905      |
| v. 5, pt. 2      | The Kwakiutl of Vancouver Island                                     | Franz Boas                                           | 1909      |
| v. 6             | The Koryaks                                                          | Waldemar Jochelson                                   | 1908      |
| v. 7             | The Chukchee                                                         | Waldemar Bogoras                                     | 1904–1909 |
| v. 8, pt. 1      | Chukchee mythology                                                   | Waldemar Bogoras                                     | 1910      |
| v. 8, pt. 2      | Mythology of the Thompson Indians                                    | James Alexander Teit                                 | 1912      |
| v. 8, pt. 3      | The Eskimo of Siberia                                                | Waldemar Bogoras                                     | 1913      |
| v. 9             | The Yukaghir and Yukaghirized Tungus                                 | Waldemar Jochelson                                   | 1926      |
| v. 10, pt. 1     | Kwakiutl texts, second series                                        | Franz Boas und George Hunt                           | 1906      |
| v. 10, pt. 2     | Haida texts, Masset dialect                                          | John R. Swanton                                      | 1908      |
| v. 11            | Craniology of the North Pacific Coast                                | Bruno Oetteking                                      | 1930      |
| [v. 12]          | Ethnographical album of the North Pacific coasts of America and Asia |                                                      | 1900      |

Andere Ergebnisse der Expedition wurde separat veröffentlicht. Waldemar Bogoras’ Grammatik der Sprachen der Tschuktschen, Korjaken und Itelmenen (irreführend mit Chukchee tituliert) wurde bis zum Beginn des Ersten Weltkriegs und der Russischen Revolution aufgeschoben. Es wurde schließlich publiziert (stark bearbeitet von Boas) im Handbook of American Indian Languages.

## Leitung der Expedition

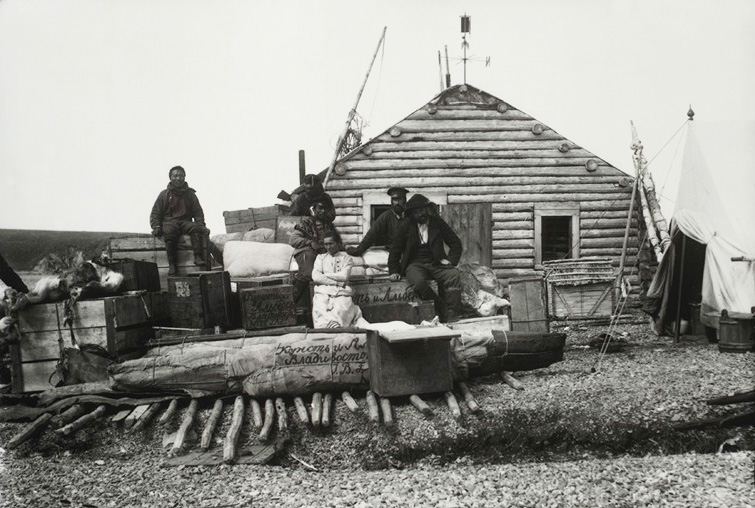
Waldemar Bogoras und seine Frau Sofia Bogoras mit Sammlung der Expedition in Novo-Mariinsk, 1901

- Franz Boas
- Morris Jesup

## Feldforscher in Russland
- Berthold Laufer
- Gerard Fowke, ein Archäologe
- Waldemar Bogoras
- Dina Jochelson-Brodskaja
- Waldemar Jochelson

## Feldforscher in Amerika
- Livingston Farrand
- George Hunt
- Harlan Ingersoll Smith
- John Swanton
- James Teit
- Bruno Oetteking

## Ausstellungen
- 1988 fand eine Forschungsausstellung Crossroads of Continents statt, die auf der Jesup North Pacific Expedition basierte.[2]
- 1997 gab es im American Museum of Natural History eine Fotografie-Ausstellung von der Jesup North Pacific Expedition mit dem Titel Drawing Shadows to Stone[1]